# Pedro Luna
Pour les articles homonymes, voir Luna.
Pedro Luna Pérez, né à Los Ángeles (Chili), le 19 octobre 1896 et mort à Viña del Mar, le 18 décembre 1956, est un artiste peintre chilien. Il est l'un des membres les plus emblématiques de la Generación del 13.

## Biographie
Né le 19 octobre 1896, Pedro Luna est le fils de Juan Pablo Altamirano et Alba Luna Pérez mais est baptisé avec le nom de sa mère.
En 1912, il se rend à Santiago pour étudier à l'École des Beaux-Arts. Il aura pour professeur divers artistes comme Juan Francisco González, José Mercedes Ortega, José Backhaus, Alberto Valenzuela Llanos, Julio Fossa Calderón, Pedro Lira et Fernando Álvarez de Sotomayor. Álvarez de Sotomayor aura une grande influence sur lui ainsi que sur d'autres élèves. En 1913, alors que Pedro Luna n'a que 17 ans, il participe à une exposition au Salon du journal chilien El Mercurio. Les exposants seront reconnu comme le premier collectif de peintres du Chili sous le nom de Generación del 13 (parfois nommé aussi Generación Sotomayor en l'honneur de leur professeur),,.
Il se marie en 1920 et, la même année, il est choisi par le gouvernement chilien pour partir étudier à Rome. Il y sera l'élève d'Eduardo Chicharro et voyage en Europe (Italie, France, Espagne) pendant deux ans. Il sera influencé par Manet et Cézanne. Il revient au Chili en 1922 et participe à diverses expositions dont le Salon Officiel de Santiago. Les critiques le nommeront le Van Gogh chilien,.
Sa peinture est basée sur des paysages avec des thèmes de la vie courante, en particulier du peuple Mapuche. Ses œuvres regorgent de paysages ruraux, d'une vie de bohème et de thèmes costumbristas, incarnés dans des peintures à l'huile et des aquarelles.
Après avoir voyagé dans la partie sud du Chili pendant plusieurs années, il s'installe à Viña del Mar, où ses problèmes d'alcoolisme et sa situation économique précaire lui font vendre ses œuvres à très bas prix pour survivre. Il meurt d'un cancer en 1956,.
Dans les années qui ont suivi sa mort, ses œuvres sont devenues largement connues au Chili et à l'étranger.

## Œuvres
- Musée d'Art de Linarès (es), Chili :
  - El baile de las enanas o cabaret de Magallanes, huile sur toile[7]
  - El castillo Yarur, huile sur toile[8]